# الروبية الرقمية
الروبية الرقمية (e₹)، eINR، أو e-rupee نسخة رقمية مميزة من الروبية الهندية، أصدرها بنك الاحتياطي الهندي (RBI) كعملة رقمية للبنك المركزي (CBDC). اقترحت الروبية الرقمية في يناير 2017 وإطلقت في 1 ديسمبر 2022. تستخدم تقنية دفتر الأستاذ الموزع blockchain.
قابلة للتعريف بشكل فريد مثل الأوراق النقدية وتخضع لتنظيم البنك المركزي. تقع المسؤولية على عاتق بنك الاحتياطي الهندي. تتضمن الخطط إمكانية الوصول عبر الإنترنت وخارجه. أطلق بنك الاحتياطي الهندي الروبية الرقمية للبيع بالجملة (e₹-W) لتلبية احتياجات المؤسسات المالية لتسويات ما بين البنوك، والروبية الرقمية للبيع بالتجزئة (e₹-R) لمعاملات المستهلكين والشركات. يهدف تطبيق الروبية الرقمية إلى إزالة تكلفة الطباعة الأمنية التي يتحملها عامة الناس، الشركات، البنوك، وبنك الاحتياطي الهندي على العملة المادية التي بلغت 49,848,000,000 روبية.

## تاريخ
في عام 2017، شُكلت لجنة وزارية رفيعة المستوى تابعة لإدارة الشؤون الاقتصادية في وزارة المالية الهندية، تُعنى بحوكمة واستخدام العملات الافتراضية، أوصت بإصدار عملة رقمية باستخدام تقنية دفتر الأستاذ الموزع (DLT). دُعيت إدارة الخدمات المالية في وزارة المالية، وزارة الإلكترونيات وتكنولوجيا المعلومات، وبنك الاحتياطي الهندي (RBI) لتشكيل مجموعة خاصة تُعنى بالبحث في التطوير القانوني والتكنولوجي لعملة البنك المركزي الرقمية (CBDC). دون أي اعتراف رسمي بالعملات المشفرة، بدأ بنك الاحتياطي الهندي التخطيط لتطوير عملة البنك المركزي الرقمية في المستقبل.
أعلن بنك الاحتياطي الهندي في 16 ديسمبر 2020، عن بيئة تنظيمية تجريبية لاختبار تقنيات الجيل القادم في المدفوعات عبر الحدود، لِجمع بيانات اختبار ميدانية، أدلة على الفوائد، والمخاطر على النظام البيئي المالي. اقترحت الحكومة الهندية في 29 يناير 2021 مشروع قانون يحظر تداول العملات المشفرة والاستثمار فيها، مع منح بنك الاحتياطي الهندي سلطة قانونية لتطوير عملة رقمية للبنك المركزي، تُعرف باسم "الروبية الرقمية القابلة للبرمجة"، مستفيدة من الخبرة المكتسبة من التعامل مع واجهة المدفوعات الموحدة (UPI)، خدمة الدفع الفوري (IMPS)، والتسوية الإجمالية في الوقت الفعلي (RTGS) لأغراض التوزيع والتحقق.
وفقًا لتقرير العملة والمالية لعام 2021 الصادر عن بنك الاحتياطي الهندي، تُعزز عملة البنك المركزي الرقمية المدعومة من الحكومة عدم إخفاء هوية المعاملات النقدية والشمول المالي من خلال التحويلات المباشرة. يجب أن تكون متوافقة مع قوانين غسل الأموال، والإرهاب الاقتصادي الوطنية، والعالمية. خطط بنك الاحتياطي الهندي في البداية للمرحلة الأولى من تجارب عملة البنك المركزي الرقمية في ديسمبر 2021؛ مع ذلك، أُعيد جدولتها لاحقًا إلى الربع الأول من عام 2022، مع التخطيط لطرح وطني على مراحل. وفقًا لمحافظ بنك الاحتياطي الهندي شاكتيكانتا داس، لا يزال بنك الاحتياطي الهندي في نقاش حول ما إذا كان سيذهب مع نظام مركزي أو استخدام تقنية دفتر الأستاذ الموزع. بينما ستُجرى الدراسة الأولية قريبًا، بدأ بنك الاحتياطي الهندي التقييم الداخلي لنطاق، إطار العمل القانوني، المعايرة، التكنولوجيا، التوزيع، وآلية التحقق من صحة عملة البنك المركزي الرقمية مشيرًا إلى زيادة المعاملات الرقمية خلال جائحة كوفيد-19.
تَعمل حكومة الهند على إدخال تعديلات على قانون العملات المعدنية لعام 2011، قانون إدارة النقد الأجنبي (FEMA) لعام 1999، قانون تكنولوجيا المعلومات لعام 2000، مشروع قانون العملات المشفرة، وتنظيم العملة الرقمية الرسمية لعام 2021، التي ستحكم عملة البنك المركزي الرقمية في البلاد.
قَدمت إدارة الخدمات المالية، وزارة الصحة، ورعاية الأسرة، والهيئة الوطنية للصحة e-RUPI في 2 أغسطس 2021 قسيمة إلكترونية مدفوعة مسبقًا خاصة بالشخص والغرض تعتمد على رمز الاستجابة السريعة أو سلسلة الرسائل القصيرة لا تتطلب حسابًا مصرفيًا لجعلها مقاومة للتسرب. ستعمل كمقدمة من خلال تسليط الضوء على الثغرات في البنية التحتية الوطنية للدفع الرقمي التي تحتاج إلى مزيد من التحسين قَبل الإطلاق الوطني لـ CBDC. في ميزانية الاتحاد الهندي لعام 2022، أعلنت نيرمالا سيتارامان من وزارة المالية طرح الروبية الرقمية بدءًا من عام 2023. وفقًا لصندوق النقد الدولي، يُمكن أن تساعد الروبية الرقمية في إدارة العملة والمدفوعات عبر الحدود نظرًا للحجم الكبير للتحويلات الواردة.
أُطلقت التجربة الرائدة في قطاع الجملة، والمعروفة باسم الروبية الرقمية– الجملة (e₹-W)، في 1 نوفمبر 2022، اقتصرت حالات الاستخدام على تسوية معاملات السوق الثانوية في الأوراق المالية الحكومية. من المتوقع أن يزيد استخدام (e₹-W) من كفاءة سوق ما بين البنوك. من شأن التسوية بأموال البنك المركزي أن تُخفض تكاليف المعاملات من خلال استباق الحاجة إلى بُنية تحتية لضمان التسوية أو إلى ضمانات لتخفيف مخاطر التسوية. أما التجربة الرائدة في قطاع التجزئة، والمعروفة باسم الروبية الرقمية- التجزئة (e₹-R)، أُطلقت في 1 ديسمبر 2022، ضمن مجموعة مستخدمين مغلقة (CUG) تضم العملاء والتجار المشاركين.

## مرحلة المفهوم
بدأ بنك الاحتياطي الهندي عملية تصميم إطار عمل CBDC في عام 2022. سُن مشروع قانون المالية لعام 2022 مع التعديلات على قانون بنك الاحتياطي الهندي لعام 1934 لـ CBDC. سيطور مركز ابتكار بنك الاحتياطي (RBIH) دليلاً على المفهوم ويدير المشروع التجريبي قبل الإطلاق. وفقًا لوثيقة رؤية المدفوعات 2025 التي أصدرها بنك الاحتياطي الهندي في 17 يونيو 2022، سيُستخدم CBDC لمعالجة وتسوية المدفوعات المحلية وعبر الحدود. صُنف بنك الاحتياطي الهندي CBDC إلى CBDC للبيع بالتجزئة التي ستُصمم لتلبية الاحتياجات المالية الفردية وCBDC بالجملة وتُداول بين بنك الاحتياطي الهندي والبنوك في القطاعين العام والخاص لغرض توزيع العملة، والاستقرار الاقتصادي. يستكشف بنك الاحتياطي الهندي أيضًا CBDC الموجه للغرض من أجل التحويل المباشر للمنافع (DBT) للحد من تسرب الدعم والفساد. من خلال صندوق LF Decentralized Trust، يَستخدم بنك الاحتياطي الهندي ووزارة الصناعة والتكنولوجيا في الهند مشاريع مؤسسة Linux لبناء إطار عمل Blockchain الوطني والروبية الرقمية.
بدأ بنك الاحتياطي الهندي التشاور مع FIS، بنك الدولة الهندي، بنك البنجاب الوطني، بنك الاتحاد الهندي، وبنك بارودا. للمشروع التجريبي الداخلي. في 5 أكتوبر 2022، أصدر قسم التكنولوجيا المالية في بنك الاحتياطي الهندي مذكرة مفاهيمية لخلق الوعي بشأن عملة البنك المركزي الرقمية والميزات المخطط لها للروبية الرقمية القادمة (e₹). هيكل الروبية الرقمية إما قائمًا على الرمز أو قائمًا على الحساب. بالنسبة لعملة البنك المركزي الرقمية القائمة على الرمز، ستعمل بشكل أقرب إلى النقد المادي وقادرة على إجراء معاملات التجزئة. عملة البنك المركزي الرقمية القائمة على الحساب مخصصة للحفاظ على الميزانية العمومية تُعتبر لمعاملات الجملة على مستوى المؤسسات. بالنسبة للإصدار، يبحث بنك الاحتياطي الهندي في نموذج مُباشر أحادي المستوى يحتفظ البنك المركزي بالسيطرة على كل جانب من جوانب عملة البنك المركزي الرقمية من حفظ الحساب إلى التحقق من المعاملات أو نموذج غير مباشر من مستويين حيث يصدر بنك الاحتياطي الهندي عُملة البنك المركزي الرقمية للبنوك التجارية ومقدمي الخدمات المالية لتداول أوسع. يبحث بنك الاحتياطي الهندي أيضًا في دعم المعاملات غير المتصلة بالإنترنت.
في النظام القائم على الرموز، يُستخدم مفتاح عام مشترك لبدء عملية التحويل، بينما يُستخدم مفتاح خاص، مثل كلمة المرور التي يُحددها المستخدم، كأداة تحقق لإتمام عملية التحويل. وفقًا لبنك الاحتياطي الهندي، ستُوفر محفظة إلكترونية لأغراض المعاملة، دون الحاجة إلى حساب مصرفي. بينما تبقى معاملات المبالغ الصغيرة مجهولة الهوية، ستتطلب المبالغ الكبيرة الإفصاح الذاتي، امتثالًا لقوانين مكافحة غسل الأموال والإرهاب الاقتصادي الوطنية والعالمية.
ستكون عملة e₹-R خارج النظام المصرفي التجاري يُمكن أن يساعد في تقليل تركيز السيولة ومخاطر الائتمان في أنظمة الدفع من خلال البنوك التجارية. وفقًا لبنك الاحتياطي الهندي، ستكون عملة البنك المركزي الرقمي وسيلة دفع إضافية للمستخدمين وليست مخصصة لاستبدال أنظمة الدفع الحالية. الهدف من عملة البنك المركزي الرقمي دعم وتشجيع الاقتصاد الرقمي المتنامي، تقليل تكلفة إدارة النقد المادي، إنشاء نظام دفع نقدي فعال، وزيادة الشمول المالي بشكل أكبر. الروبية الرقمية قابلة للتحويل إلى عملة ورقية دون تغيير في القيمة وتظهر في الميزانية العمومية لبنك الاحتياطي الهندي لبناء الثقة، الأمان، والسيولة، نهائية التسوية، والنزاهة. للتخفيف من مخاطر إدخال تقنية جديدة في تداول العملات، سيُصمم بنك الاحتياطي الهندي خصائص الروبية الرقمية أقرب إلى العملة الورقية ويقدمها بطريقة سلسة. يحدث الإطلاق الرسمي بعد 31 مارس 2023.

### الاستخدام دون اتصال بالإنترنت
يدرس بنك الاحتياطي الهندي (RBI) إضافة إمكانية استخدام الروبية الرقمية دون اتصال بالإنترنت لتوفير التوافر والمرونة في حال انقطاع الشبكة أو حدوث مشاكل في البرمجة. دون الحاجة إلى تسجيل الدخول عبر سجل إلكتروني، يُمكن لأنظمة الدفع الرقمية دون اتصال بالإنترنت التحقق من صحة المعاملات وتأكيد وجود الأموال. لِتسريع التنفيذ، يُركز بنك الاحتياطي الهندي وهيئة تنظيم الاتصالات الهندية (NPCI) أيضًا على المدفوعات عبر الهواتف الذكية، بالإضافة إلى مُعاملات مُحددة الغرض.
أعلن بنك الاحتياطي الهندي (RBI) في 8 فبراير 2024 عن إمكانية برمجة الروبية الرقمية دون اتصال بالإنترنت. ستتيح عملة e₹-R إجراء معاملات دون اتصال بالإنترنت في الأماكن التي تعاني من انقطاع أو انعدام اتصال الإنترنت. ستُقيم العديد من طرق الدفع دون اتصال بالإنترنت، سواءً القائمة على القرب أو غير القائمة عليه، في المناطق الجبلية، الريفية، والحضرية لتحقيق هذا الهدف. يتمكن المستخدمون، مثل الهيئات الحكومية، من ضمان سداد مدفوعات المزايا المحددة بفضل إمكانية البرمجة. وبالمثل، ستتمكن الشركات من جدولة نفقات معينة مثل رحلات عمل الموظفين. كما يمكن برمجة خصائص إضافية مثل مدة الصلاحية أو المناطق التي يُمكن استخدام عملة CDBC فيها.

## مشروع تجريبي
أُطلقت الروبية الرقمية للبيع بالجملة (e₹-W) في 1 نوفمبر 2022. ستُستخدم لتسوية معاملات السوق الثانوية في الأوراق المالية الحكومية. يساعد ذلك في خفض تكلفة المعاملات ومنع الحاجة إلى البنية التحتية لضمان التسوية أو الضمانات للتخفيف من مخاطر التسوية. يُشارك بنك الدولة الهندي، بنك بارودا، بنك الاتحاد الهندي، بنك HDFC، بنك ICICI، بنك كوتاك ماهيندرا، وبنك يس، بنك IDFC First، وبنك HSBC في المشروع التجريبي. كشف شاكتيكانتا داس في 2 نوفمبر 2022 أن الروبية الرقمية للبيع بالتجزئة (e₹-R) ستبدأ أيضًا تجربة مماثلة في نفس الشهر. سيَختبر كل بنك مشارك e₹-R بين 10000 إلى 50000 شخص. سيتعاون بنك الاحتياطي الهندي مع PayNearby وBankit لدمج CBDC كخيار للدفع بينما تتولى مؤسسة المدفوعات الوطنية الهندية (NPCI) إدارة البنية التحتية الخلفية.
يُجري بنك الاحتياطي الهندي أيضًا معاملات عبر الحدود باستخدام الروبية الرقمية أثناء المشروع التجريبي. استخدم بنك الاحتياطي الهندي الروبية الرقمية في 1 نوفمبر 2022، لِتسوية سندات الحكومة الهندية في معاملات السوق الثانوية بقيمة 2.75 مليار روبية هندية (33.29 مليون). تبدأ المرحلة الأولى من المشروع التجريبي لـ e₹-R من 1 ديسمبر 2022 في مومباي، نيودلهي، بنغالورو، وبوبانسوار تحت إشراف بنك الدولة الهندي، بنك ICICI، بنك Yes، وبنك IDFC First. ستُضمن أحمد آباد، غانغتوك، جواهاتي، حيدر أباد، إندور، كوتشي، لوكناو، باتنا، وشيملا في المرحلة الثانية تحت إشراف بنك بارودا، بنك الاتحاد الهندي، بنك HDFC، وبنك كوتاك ماهيندرا. ستدعم e₹-R كل من P2P وP2M. يمكن لأي شخص الدفع باستخدام رمز الاستجابة السريعة. بمجرد تحويل e₹-R إلى محفظة فردية، لن تتعقب البنوك المعاملات ذات القيمة الصغيرة للحفاظ على عدم الكشف عن الهوية. 
أجرى e₹-W في نوفمبر 2022 متوسط صفقات بقيمة ₹3,250,000,000 يوميًا. خلال اليومين الأولين من برنامج e₹-R التجريبي، أنشأ بنك الاحتياطي الهندي عملات رقمية بقيمة ₹30,000,000. على عكس العملات المادية، يوجد خيار للاسترداد مقابل خسارة e₹. في المرحلة التجريبية لـ e₹-R، يَختبر بنك الاحتياطي الهندي حالات استخدام محددة لمعاملات P2P وP2M. كما يُخطط بنك الاحتياطي الهندي لتوسيع نطاق استخدام e₹ في المعاملات عبر الحدود على المستوى المؤسسي والفردي. وفقًا لوزير الدولة للمالية بانكاج تشودري، عملة البنك المركزي الرقمية في حد ذاتها لن تكسب أي فائدة ولكن يمكن تحويلها إلى ودائع بنكية. أوضح أن e₹-R تستخدم تقنية Blockchain. وفقًا لبنك الاحتياطي الهندي، وصلت الروبية الرقمية إلى 50000 مستخدم و5000 تاجر اعتبارًا من 8 فبراير 2023. سيطلق بنك الاحتياطي الهندي مشروعًا تجريبيًا للاقتراض بين البنوك باستخدام الروبية الرقمية اعتبارًا من أكتوبر 2023.
حقق بنك الاحتياطي الهندي هدفه في استخدام قطاع التجزئة للروبية الرقمية، المتمثل في مليون معاملة يومية في 27 ديسمبر 2023. تخطط إدارة بنك الاتحاد الهندي (UBI) لِنقل العديد من مزايا الموظفين إلى محفظة CBDC في محاولة للترويج للمحفظة، مع ذلك، تريد مجموعة المناصرة لاتحاد الموظفين من الإدارة أن تأخذ الموظفين في الثقة أولاً فيما يتعلق بالاستخدام.
حدد بنك الاحتياطي الهندي هدفًا من أجل تقييم متانة النظام على نطاق واسع، يتمثل في إجراء مليون معاملة بيع بالتجزئة يوميًا للروبية الرقمية والتي تحققت بحلول ديسمبر 2023. بعد الانتهاء من اختبارات إجهاد النظام، انخفض عدد المعاملات اليومية إلى 100000 اعتبارًا من يونيو 2024. تحاول Google Pay ،PhonePe ،Amazon Pay، وCred، و MobiKwik المشاركة في برنامج العملة الرقمية التجريبي. من المتوقع أن يبدأوا في منح الروبية الرقمية إمكانية الوصول في عام 2024. قبل أبريل 2024، سمح بنك الاحتياطي الهندي للبنوك فقط بتقديم الروبية الرقمية من خلال تطبيقاتها المحمولة. مع ذلك، أعلن البنك المركزي لاحقًا أن شركات الدفع يمكنها أيضًا تقديم معاملات الروبية الرقمية باستخدام منصتها بعد الحصول على موافقة بنك الاحتياطي الهندي.

### التوافق بين UPI
أصدر بنك كانارا تطبيق الجوال المتوافق مع واجهة المدفوعات الموحدة للروبية الرقمية كجزء من مشروع العملة الرقمية للبنك المركزي التجريبي. دون الحاجة إلى إجراء منفصل للانضمام إلى CBDC لتجار التجزئة، سيُمكن المستخدمين من مسح رمز الاستجابة السريعة UPI الحالي وإجراء المدفوعات باستخدام الروبية الرقمية. يُمكن للعملاء في 26 مدينة هندية أُدرجوا في القائمة البيضاء الوصول إلى الخدمة كجزء من برنامج تجريبي. كشف بنك يس في 30 أغسطس 2023 عن تكامل UPI للدفع بالروبية الرقمية. يُمكن للعملاء إرسال الروبية الرقمية باستخدام عناوين الدفع الافتراضية UPI الحالية. بدءًا من 4 سبتمبر 2023، بدأ بنك الدولة الهندي (SBI) في تقديم توافق UPI مع الروبية الرقمية. أصبح هذا التكامل ممكنًا من خلال مشاركة SBI في مشروع الروبية الإلكترونية الرقمية بالتجزئة التابع لبنك الاحتياطي الهندي في ديسمبر 2022.
أعلن بنك بارودا عن إضافة ميزة التوافق مع واجهة الدفع الموحدة (UPI) إلى تطبيق الروبية الرقمية في إطار المشروع التجريبي للعملة الرقمية للبنك المركزي. كما فعل بنك كوتاك ماهيندرا التوافق مع واجهة الدفع الموحدة (UPI). كشف بنك أكسيس أن تطبيق "Axis Mobile Digital Rupee" للعملة الرقمية للبنك المركزي يدعم الآن واجهة الدفع الموحدة (UPI). لكونه أول بنك تجاري يُكمل عملية التكامل في الهند، قَدم بنك HDFC رمز الاستجابة السريعة (QR) لواجهة الدفع الموحدة (UPI) المتوافق مع الروبية الرقمية.

### التسوية عبر الحدود
تبحث مجموعة العمل الداخلية في بنك الاحتياطي الهندي (RBI) في جدوى تسويات رقمية سريعة ومنخفضة التكلفة عبر الحدود باستخدام آلية العملة الرقمية للبنك المركزي، بالتعاون مع نظرائها في الولايات المتحدة، هونغ كونغ، وسويفت. وفقًا لبنك الاحتياطي الهندي، يُمكن إجراء المدفوعات عبر الحدود باستخدام العملة الرقمية التي يصدرها البنك المركزي. ويمكن استخدام منصة مشتركة أُنشئت كجزء من مشروع دنبار، بقيادة بنك التسويات الدولية (BIS)، لهذا الغرض.

### قابلية البرمجة على مستوى المستخدم
وسع بنك الاحتياطي الهندي ميزة البرمجة الخاصة بمشروع الروبية الرقمية التجريبي في 30 أغسطس 2024، لِتشمل حالات استخدام إضافية في مجالات الوقود، البقالة، التعليم، تناول الطعام في الخارج، الرعاية الصحية، والسفر.

## قبول السوق
ظل قبول المستخدمين للروبية الرقمية منخفضًا جدًا. حتى أواخر عام 2024، بلغ استخدام الروبية الرقمية حوالي 0,006٪ من إجمالي الأوراق النقدية المتداولة- على الرغم من أن الإصدارات التجريبية قيد التشغيل منذ ما يقرب من عامين.
كأداء قطاع البيع بالجملة سيء، انخفضت قيمته إلى 0.08 كرور روبية فقط في مارس 2024، مقارنة بـ 10 كرور روبية في مارس 2023.
أصبحت شركة Reliance Retail بالشراكة مع Innoviti Technologies وICICI Bank وKotak Mahindra Bank أول سلسلة تجزئة منظمة كبيرة في البلاد تقبل e₹-R. أصبحت CCAvenue أول بوابة دفع تعالج e₹-R لمعاملات البيع بالتجزئة عبر الإنترنت. أُطلق تعاون بين Indraprastha Gas وIndusInd Bank، بهدف تمكين استخدام الروبية الرقمية في محطات وقود مُحددة داخل منطقة العاصمة الوطنية (NCR).
باستخدام الروبيات الرقمية القابلة للبرمجة، أكمل بنك IndusInd معاملات في 22 أبريل 2024 لِتعويض المزارعين عن أرصدة الكربون. أصبح بإمكان المزارعين الآن استبدال أرصدة الكربون الخاصة بهم بعملات رقمية للبنوك المركزية، بينما سابقًا لا يتلقون سوى العملات الورقية. شارك خمسون مزارعًا من ولاية ماهاراشترا في هذه المبادرة.
ارتفعت قيمة الروبية الرقمية من 100 كرور روبية في ديسمبر 2023 إلى 323.5 كرور روبية اعتبارًا من 31 مايو 2024. سُجلت 400000 شركة و4.6 مليون عميل لاستخدام الروبية الرقمية اعتبارًا من أبريل 2024.
أطلق بنك HDFC في 29 أغسطس 2024 إمكانية برمجة الروبية الرقمية على مستوى المستخدم. هي الآن مدعومة من خلال محفظة الروبية الرقمية لبنك HDFC، مما يسمح للمستخدمين بضمان سِداد المدفوعات للغرض المُحدد. يُمكن للمستخدمين اختياريًا تصميم خصائص أخرى باستخدام هذه الإمكانية، مثل فترة الصلاحية أو المناطق الجغرافية التي يمكن استخدام الروبية الرقمية فيها.

## نقد
بما أن استخدام الروبية الرقمية كان مشابهًا تمامًا للخدمات المصرفية عبر الإنترنت، ورضاء العملاء عنها بالفعل، فإن أصحاب المصلحة لا يرون أي فوائد. من الجوانب السلبية الأخرى لاستخدام الروبية الرقمية ضرورة إتمام كل صفقة على حدة، على عكس أنظمة الدفع التقليدية بين البنوك حيث تُخصم الصفقات أولًا ثم تُسوى بالجملة لدى غرفة المقاصة. علاوة على ذلك، لا تحل المعاملات بالروبية الرقمية محل المعاملات التي تُجرى عبر القنوات التقليدية تمامًا، ما يُزيد من تعقيد مهام المحاسبة لدى البنوك، ويؤدي إلى زيادة في العمالة والأوراق.
وفقًا لمصرفي هندي، حظيت UPI باهتمام كبير نظرًا لمزاياها الواضحة. لِسهولة وكفاءة هذا النوع من المعاملات الرقمية، فإن هذه الخطوة لن تنتهي تلقائيًا- في الواقع، قد يستجيب قطاع التجزئة للروبية الرقمية بشكل أقل استحسانًا من قطاع الجملة. زعم صندوق النقد الدولي وجود أوجه تشابه كثيرة بين أنظمة الدفع الفوري والعملات الرقمية للبنوك المركزية لا يُمكن تجاهلها، مما يَحد من اعتماد العملات الرقمية الجديدة.

## الآثار الاقتصادية
من المتوقع أن يُحدث إطلاق الروبية الرقمية، وهي عملة رقمية صادرة عن البنك المركزي الهندي (CBDC)، تداعيات كبيرة على الاقتصاد الهندي. من المتوقع أن يُسهم هذا التحول إلى العملة الرقمية في رقمنة النقود، ما يُسهل انتقال الهند نحو اقتصاد غير نقدي. ومن شأن هذه الخطوة أن تُعزز مرونة أنظمة الدفع وتُحفز الابتكار، لا سيما في مجال المدفوعات العابرة للحدود، قد تُصبح أسرع وأكثر فعالية من حيث التكلفة.
من أهم الفوائد الاقتصادية المباشرة انخفاض تكاليف طباعة وإدارة العملة المادية. تُشير التقديرات إلى أن الهند قد توفر ما يقارب 40000000000 روبية هندية (660 مليون دولار أمريكي). من خلال تقليل الحاجة إلى إنتاج العملات المادية. تهدف الروبية الرقمية إلى خفض تكاليف المعاملات، مما يجعل تحويلات الأموال المحلية والدولية أكثر كفاءةً وسهولةً. قد يكون هذا مفيدًا بشكل خاص للعمال المهاجرين الذين غالبًا ما يواجهون رسوم تحويل مرتفعة.
علاوةً على ذلك، من المتوقع أن تُقلل الروبية الرقمية من مخاطر التسويات في النظام المالي، إذ ستكون المعاملات التي تُجرى عبر المَحافظ الرقمية المدعومة بتقنية البلوك تشين نهائية وغير قابلة للإلغاء. ومن شأن هذه الميزة أن تُعزز استقرار القطاع المالي، وتُعزز عولمة المدفوعات الفورية مُنخفضة التكلفة.
على المدى البعيد، تُقلل الروبية الرقمية أيضًا من اعتماد الهند على الدولار الأمريكي في التجارة الدولية، من خلال توفير بديل قوي للمعاملات عبر الحدود. هذا من شأنه أن يُعزز مكانة الهند في النظام المالي العالمي، ويدعم سيادتها الاقتصادية.

## البنوك الرائدة التي تقدم حاليًا محافظ CBDC للمستخدمين
في الوقت الحالي، يُقدم 15 بنكًا محافظ CBDC.
| بنوك تجريبية       | اسم التطبيق                               |
| بنك الدولة الهندي  | الروبية الإلكترونية من بنك SBI            |
| بنك ICICI          | الروبية الرقمية من بنك ICICI              |
| بنك IDFC الأول     | الروبية الرقمية لبنك IDFC First           |
| نعم بنك            | روبية يس بنك الرقمية                      |
| بنك HDFC           | الروبية الرقمية لبنك HDFC                 |
| بنك الاتحاد الهندي | الروبية الرقمية من UBI                    |
| بنك بارودا         | الروبية الرقمية لبنك بارودا               |
| بنك كوتاك ماهيندرا | الروبية الرقمية من بنك كوتاك              |
| بنك كانارا         | الروبية الكندية الرقمية                   |
| بنك أكسيس          | روبية أكسيس الرقمية المتنقلة              |
| بنك إندوس إند      | الروبية الرقمية من بنك IndusInd           |
| بنك بنجاب الوطني   | الروبية الرقمية لبنك بنجاب الوطني         |
| البنك الفيدرالي    | الروبية الرقمية للبنك الفيدرالي           |
| بنك كارناتاكا      | الروبية الرقمية لبنك كارناتاكا            |
| البنك الهندي       | الروبية الرقمية للبنك الهندي              |
| بنك IDBI           | الروبية الإلكترونية لبنك التنمية الصناعية |
| بنك الهند          | الروبية الإلكترونية الرقمية لبنك الهند    |

## روابط خارجية
بنك الاحتياطي الهندي:
- إصدار مذكرة مفاهيمية بشأن العملة الرقمية للبنك المركزي
- رؤية المدفوعات 2025
- مذكرة مفاهيمية حول العملة الرقمية للبنك المركزي
- قانون سك العملة لعام ٢٠١١

وزارة المالية:
- تقرير اللجنة لاقتراح إجراءات محددة يتعين اتخاذها فيما يتعلق بالعملات الافتراضية
- مشروع قانون حظر العملات المشفرة وتنظيم العملات الرقمية الرسمية، 2019
- تقرير اللجنة التوجيهية بشأن القضايا المتعلقة بالتكنولوجيا المالية
- مشروع قانون المالية لعام 2022